# آآماتوسی
آآماتوسی (نام علمی: Aa matthewsii) نام یک گونه از سرده آآ است.